# Roman Sentchine
 (octobre 2020).
Roman Valerievitch Sentchine (en russe : Роман Валерьевич Сенчин) est un écrivain russe né en 1971.

## Biographie
Né en 1971 dans la république de Touva, en Sibérie méridionale. En 1993, sa famille doit quitter la ville et s'installe à Krasnoïarsk, dans une situation très précaire.
Considéré comme l'un des représentants du nouveau réalisme russe, il est l'auteur de plusieurs romans accueillis avec enthousiasme par le public russe, et récompensés par de nombreux prix littéraires (National Bestseller, Prix Booker russe, Prix Bolchaïa Kniga).

## Œuvres
- Les Eltychev (trad. Maud Mabillard), Lausanne, Éditions Noir sur Blanc, 2013, 259 p. (ISBN 978-2-88250-319-0). .
- La Zone d'inondation (trad. Maud Mabillard), Lausanne, Éditions Noir sur Blanc, 2016, 368 p. (ISBN 978-2-88250-438-8).
- Qu'est-ce que vous voulez ? (trad. Maud Mabillard), Lausanne, Éditions Noir sur Blanc, 2018, 240 p. (ISBN 978-2-88250-498-2).